# Rhyacophila perplana
Rhyacophila perplana là một loài Trichoptera trong họ Rhyacophilidae. Chúng phân bố ở miền Tân bắc.